# Керем Атакан Кесґін
Керем Атакан Кесґін (тур. Kerem Atakan Kesgin, нар. 5 листопада 2000, Токат) — турецький футболіст, півзахисник клубу «Бешикташ».
Виступав, зокрема, за клуби «Буджаспор», «Гезтепе» та «Сівасспор», а також молодіжну збірну Туреччини.
Володар Кубка Туреччини.

## Клубна кар'єра
Народився 5 листопада 2000 року в місті Токат. Вихованець юнацьких команд футбольних клубів «Тураль Дженлербірлігі» та «Буджаспор».
У дорослому футболі дебютував 2017 року виступами за команду «Буджаспор», у якій провів один сезон, взявши участь у 12 матчах чемпіонату. 
Своєю грою за цю команду привернув увагу представників тренерського штабу клубу «Гезтепе», до складу якого приєднався 2018 року. Відіграв за команду з передмістя Ізміра наступні два сезони своєї ігрової кар'єри.
У 2020 році уклав контракт з клубом «Сівасспор», у складі якого провів наступні два роки своєї кар'єри гравця. 
До складу клубу «Бешикташ» приєднався 2022 року. Станом на 26 лютого 2023 року відіграв за стамбульську команду 4 матчі в національному чемпіонаті.

## Виступи за збірні
У 2015 році дебютував у складі юнацької збірної Туреччини (U-15), загалом на юнацькому рівні взяв участь у 45 іграх, відзначившись 6 забитими голами.
З 2021 року залучався до складу молодіжної збірної Туреччини. На молодіжному рівні зіграв у 4 офіційних матчах.

## Статистика виступів

### Статистика клубних виступів
| Сезон                 | Команда               | Чемпіонат             | Чемпіонат | Чемпіонат | Національний кубок | Національний кубок | Національний кубок | Континентальні кубки | Континентальні кубки | Континентальні кубки | Інші змагання | Інші змагання | Інші змагання | Усього | Усього |
| Сезон                 | Команда               | Ліга                  | Ігор      | Голів     | Ліга               | Ігор               | Голів              | Ліга                 | Ігор                 | Голів                | Ліга          | Ігор          | Голів         | Ігор   | Голів  |
| --------------------- | --------------------- | --------------------- | --------- | --------- | ------------------ | ------------------ | ------------------ | -------------------- | -------------------- | -------------------- | ------------- | ------------- | ------------- | ------ | ------ |
| квіт. 2017            | «Буджаспор»           | 2L                    | 2         | 0         | КТ                 | -                  | -                  |                      | -                    | -                    |               | -             | -             | 2      | 0      |
| 2017-січ. 2018        | «Буджаспор»           | 2L                    | 10        | 0         | КТ                 | 5                  | 0                  |                      | -                    | -                    |               | -             | -             | 15     | 0      |
| Усього за «Буджаспор» | Усього за «Буджаспор» | Усього за «Буджаспор» | 12        | 0         |                    | 5                  | 0                  |                      | -                    | -                    |               | -             | -             | 17     | 0      |
| січ.-черв. 2018       | «Гезтепе»             | СЛ                    | 1         | 0         | КТ                 | -                  | -                  |                      | -                    | -                    |               | -             | -             | 1      | 0      |
| 2018–19               | «Гезтепе»             | СЛ                    | 0         | 0         | КТ                 | 0                  | 0                  |                      | -                    | -                    |               | -             | -             | 0      | 0      |
| 2019–20               | «Гезтепе»             | СЛ                    | 3         | 0         | КТ                 | 3                  | 0                  |                      | -                    | -                    |               | -             | -             | 6      | 0      |
| Усього за «Гезтепе»   | Усього за «Гезтепе»   | Усього за «Гезтепе»   | 4         | 0         |                    | 3                  | 0                  |                      | -                    | -                    |               | -             | -             | 7      | 0      |
| 2020–21               | «Сівасспор»           | СЛ                    | 3         | 0         | КТ                 | 2                  | 0                  | ЛЄ                   | 0                    | 0                    |               | -             | -             | 5      | 0      |
| 2021–22               | «Сівасспор»           | СЛ                    | 22        | 2         | КТ                 | 5                  | 1                  | ЛК                   | 0                    | 0                    |               | -             | -             | 27     | 3      |
| серп. 2022            | «Сівасспор»           | СЛ                    | 2         | 0         | КТ                 | 0                  | 0                  | ЛЄ                   | 1                    | 0                    | СкТ           | 1             | 0             | 4      | 0      |
| Усього за «Сівасспор» | Усього за «Сівасспор» | Усього за «Сівасспор» | 27        | 2         |                    | 7                  | 1                  |                      | 1                    | 0                    |               | 1             | 0             | 36     | 3      |
| серп. 2022–23         | «Бешикташ»            | СЛ                    | 4         | 0         | КТ                 | 2                  | 0                  |                      | -                    | -                    |               | -             | -             | 6      | 0      |
| Усього за кар'єру     | Усього за кар'єру     | Усього за кар'єру     | 47        | 2         |                    | 17                 | 1                  |                      | 1                    | 0                    |               | 1             | 0             | 66     | 3      |

## Титули і досягнення
- Володар Кубка Туреччини (1):

«Сівасспор»: 2021-2022